# Elisabeth Bruhn
Elisabeth Bruhn (* 26. Dezember 1893 in Nesserdeich, heute Groven, in Norderdithmarschen als Elisabeth Holz; † hingerichtet 14. Februar 1944 im KZ Neuengamme) war Kommunistin und Widerstandskämpferin gegen den Nationalsozialismus.

## Leben
Elisabeth Bruhn wurde als Tochter des Landarbeiters Johann Holz und seiner Frau Katharina, geb. Peters, geboren. Sie hatte vier Geschwister.
Bruhn trug in den letzten Schuljahren als Kindermädchen zum Unterhalt der Familie bei und ging später in eine Anstellung nach Kiel.
Dort lernte sie Gustav Bruhn kennen, den sie 1913 heiratete. Das Paar bekam einen Sohn, der Heinrich genannt wurde. Während des Ersten Weltkrieges war sie Kolonnenarbeiterin bei der Eisenbahn in Hannover und verband sich mit dem Spartakusbund.
1920 trat Bruhn in die KPD ein und leitete den Jung-Spartakus-Bund in Heide (Holstein), wohin das Ehepaar nach dem Krieg gezogen war. Nachdem Gustav Bruhn 1928 Abgeordneter im Preußischen Landtag geworden war, zog die Familie nach Altona.
Bruhn wurde 1934 von der Gestapo verhaftet. Wegen „Wiederaufbaus der Kommunistischen Partei“ wurde sie zu zwei Jahren Gefängnis verurteilt und in das Frauenzuchthaus Lübeck-Lauerhof eingewiesen. Dort unterstützte sie eine Gruppe junger Kommunistinnen bei ihrem Streik für eine bessere Unterbringung.
1936 wurde sie erneut verhaftet – zusammen mit ihrem Sohn Heinrich und Schwiegertochter Edith – und in das Gestapogefängnis Fuhlsbüttel gebracht. Die beiden Frauen wurden 1937 entlassen, Vater und Sohn 1939.
Im Zweiten Weltkrieg schloss sie sich der Bästlein-Jacob-Abshagen-Gruppe an. Sie stellte Verbindungen her und unterstützte illegal lebende Genossen.
Als erste der in Hamburg gegen Oppositionelle einsetzenden Verhaftungswelle wurden am 18. Oktober 1942 Elisabeth und ihr Lebensgefährte Gustav Bruhn festgenommen. Die Gefangenen wurden in Fuhlsbüttel von der Gestapo verhört. Nach sechs Monaten wurde Bruhn in die richterliche Untersuchungshaft in die Untersuchungshaftanstalt Hamburg am Holstenglacis überführt.

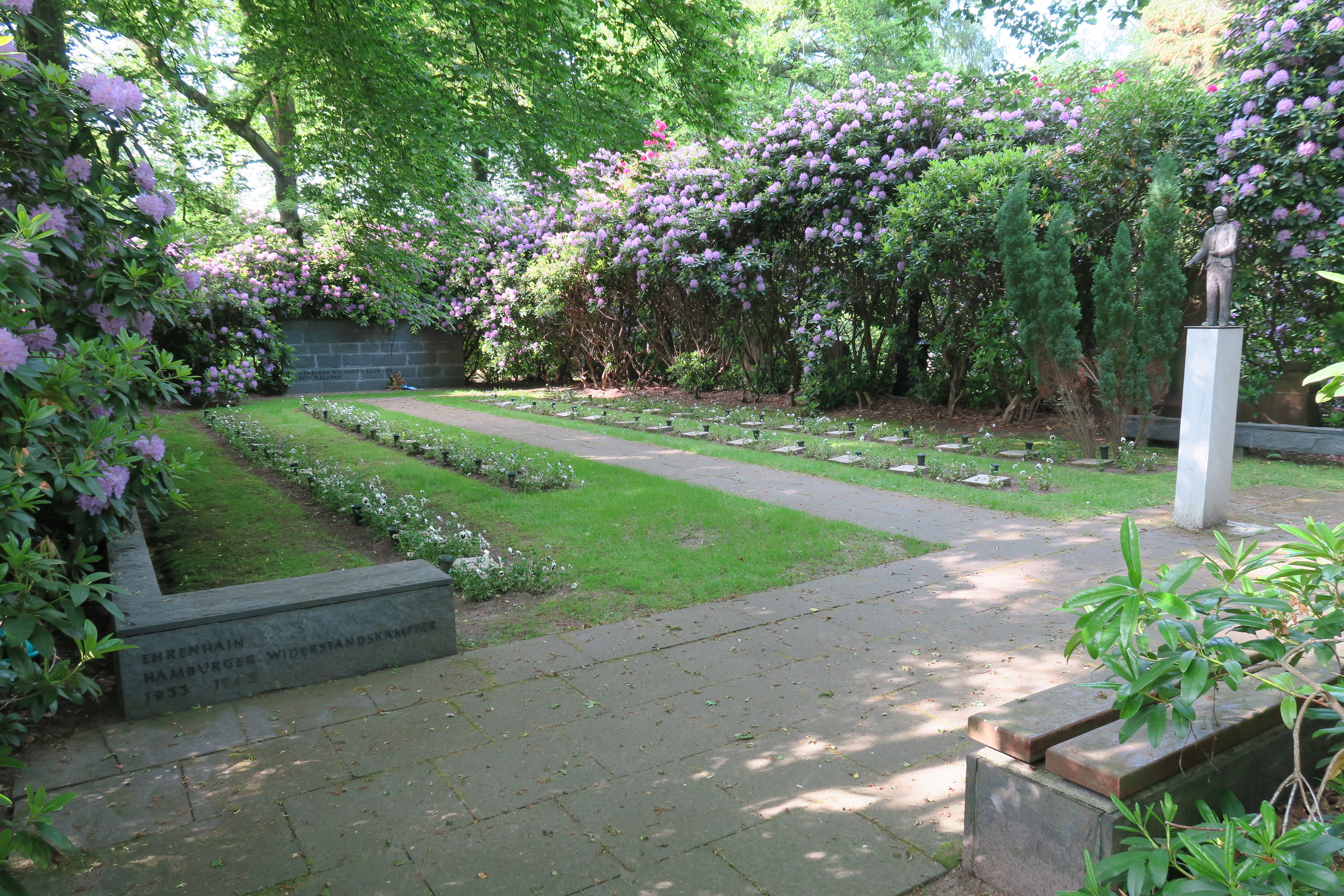
Ehrenhain, 2. Reihe von links, 8. Stein:
Bruhn Elisabeth / Gustav

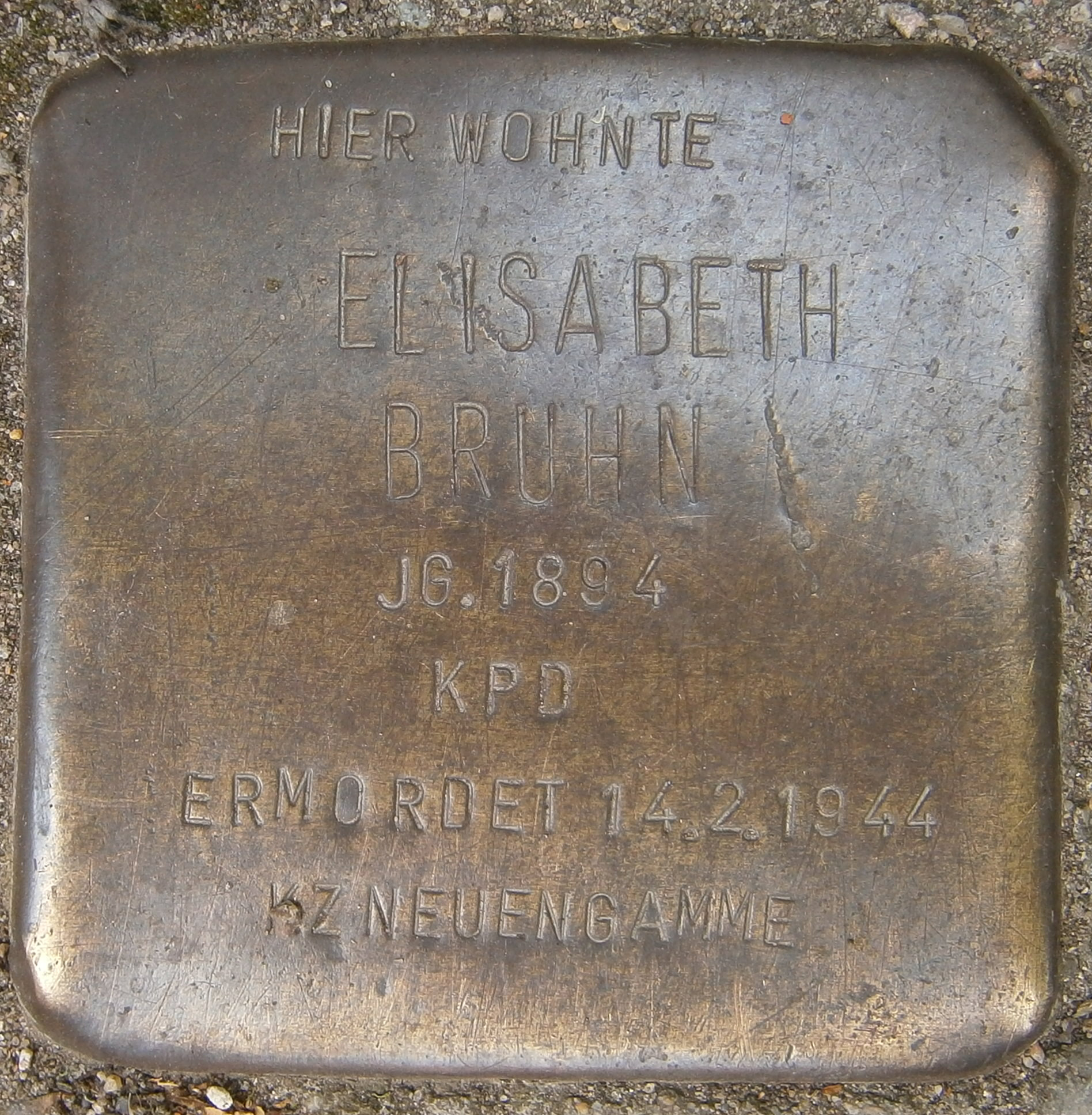
Stolperstein
Bogenstraße 23

Die Gestapozentrale und einige Gefängnisse wurden bei Luftangriffen im Sommer 1943 zerstört, so dass Untersuchungshäftlinge, darunter auch 70 Widerstandskämpfer und -kämpferinnen für zwei Monate Hafturlaub erhielten, mit der Auflage, während dieser Zeit keinen Kontakt zu „Tatgenossen“ aufzunehmen.
Etwa 20 der Beurlaubten, darunter Elisabeth und Gustav Bruhn lieferten sich nach Ablauf der Frist nicht der Nazi-Justiz aus, sondern führten den Widerstandskampf aus dem Untergrund heraus weiter. Elisabeth Bruhn wohnte illegal bei Klara Dworznik und wurde von Adolf Schröder und anderen Freunden unterstützt.
Nachdem Gustav Bruhn sich in der ersten Dezemberhälfte des Jahres 1943 von seiner Frau verabschiedet hatte, um in Hannover unterzutauchen, blieb jede Nachricht von ihm aus. Anfang 1944 fuhr Elisabeth Bruhn nach Hannover und erfuhr dort, dass ihr Lebensgefährte verhaftet worden war.
Elisabeth Bruhn wurde am 3. Februar 1944 erneut von der Gestapo verhaftet – zusammen mit Klara Dworznik und Adolf Schröder. Auf den Befehl von Heinrich Himmler wurden die vier Kommunisten Elisabeth Bruhn, Gustav Bruhn, Hans Hornberger und Kurt Schill ohne gerichtliches Verfahren am 14. Februar 1944 im Exekutionsbunker des KZ Neuengamme gehenkt.
Ihr Sohn Heinrich Bruhn lebte in der DDR und war Professor an der Sektion Journalistik der Karl-Marx-Universität Leipzig.

## Gedenken
- Am 10. Mai 1964 wurde für das Ehepaar Bruhn ein Gedenkstein im Ehrenhain Hamburgischer Widerstandskämpfer des Friedhofes Ohlsdorf gesetzt.
- 1985 wurde eine Straße in Hamburg-Neuallermöhe Lisbeth-Bruhn-Straße benannt.[1]
- Einen Stolperstein für Elisabeth Bruhn hat Gunter Demnig in der Bogenstraße 23 in Eimsbüttel verlegt, einen weiteren in der Schellingstraße 16 in Eilbek.